# Cannabis à Taïwan
 (janvier 2017).
Si vous disposez d'ouvrages ou d'articles de référence ou si vous connaissez des sites web de qualité traitant du thème abordé ici, merci de compléter l'article en donnant les références utiles à sa vérifiabilité et en les liant à la section « Notes et références ».

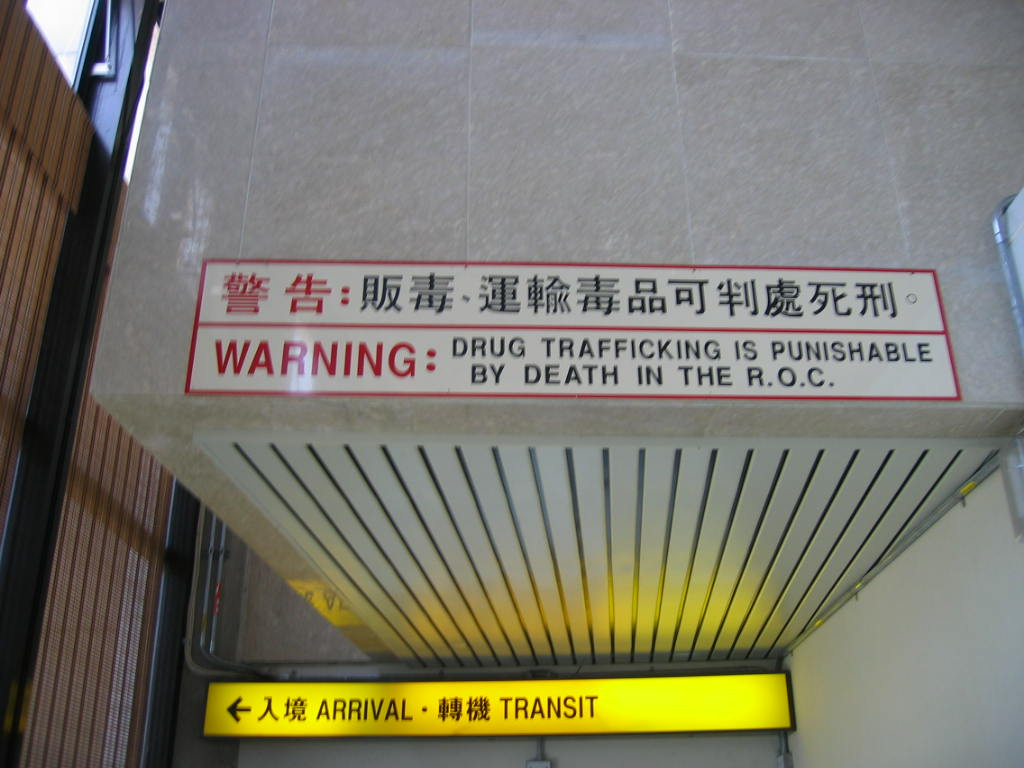
Panneau d'avertissement des lois en rigueur à Taiwan concernant le cannabis à l'entrée d'un aéroport

La consommation de cannabis à Taïwan est illégale.
Il est sur la liste 2 des narcotiques et sa possession peut entrainer jusqu’à 3 années de prison.